# Chałupa (osada)
Chałupa (dodatkowa nazwa w j. kaszub. Chałëpa) – osada kaszubska w Polsce na zachodnim skraju Pojezierza Kaszubskiego, położona w województwie pomorskim, w powiecie bytowskim, w gminie Parchowo. Osada jest częścią składową sołectwa Chośnica.
W latach 1975–1998 miejscowość administracyjnie należała do województwa słupskiego.
Przed 1920 miejscowość nosiła nazwę niemiecką Alt Chalupe.